# 祭神星
祭神星（112 Iphigenia）是第112颗被人类发现的小行星，于1870年9月19日由美籍德國天文學家克里斯蒂安·亨利·弗里德里希·彼得斯在美國紐約州奧奈達縣（Oneida County）克林頓鎭（Clinton）利奇菲爾德天文台（Litchfield Observatory）發現。
祭神星的直径为69.818千米，质量为3.9×1017千克，公转周期为1386.548天。
小行星以希臘神話中的公主伊菲革涅亞命名。晚年，父親阿伽門農把她送到雅典的一座神殿，在那裏做女祭司渡過餘生。